# Europäischer Filmpreis/Beste Darstellerin

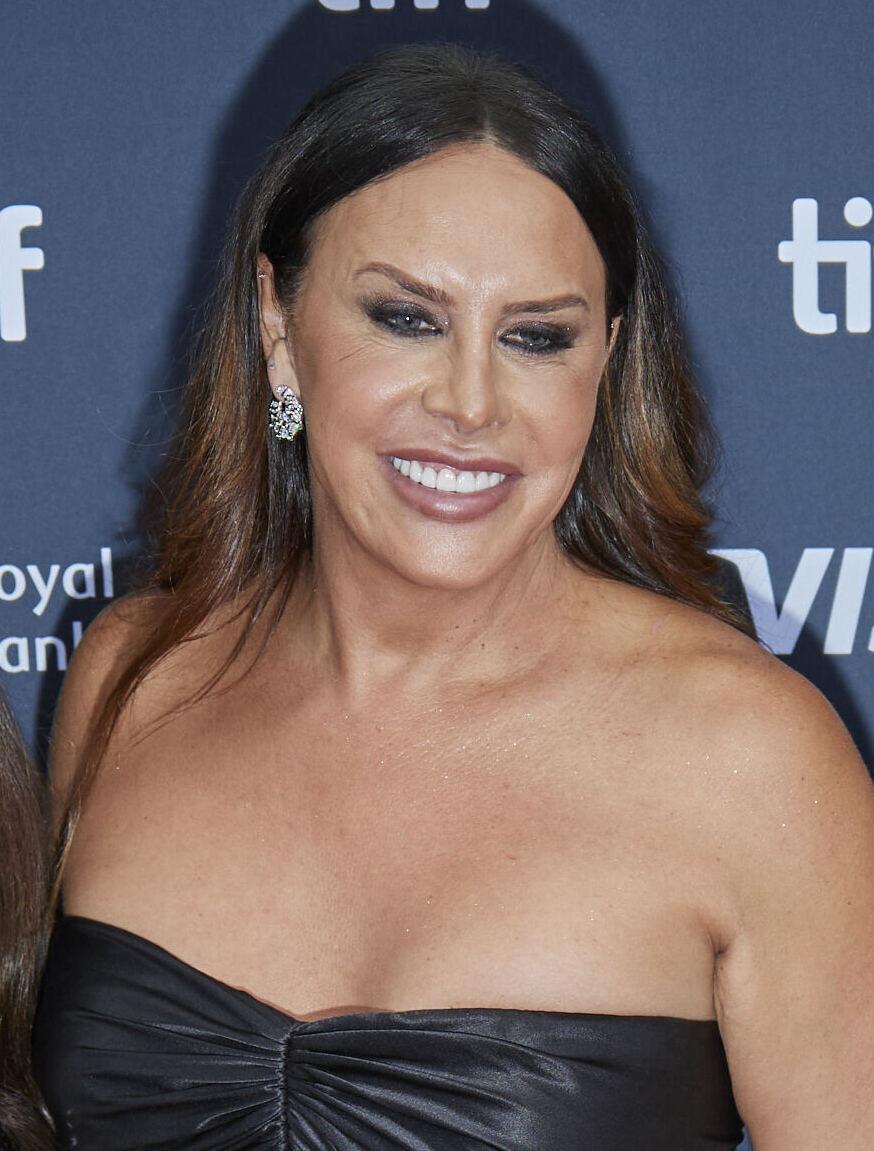
Preisträgerin 2024: Karla Sofía Gascón für Emilia Pérez

Der Europäische Filmpreis in der Kategorie Beste Darstellerin (englisch European Actress) wird seit der ersten Verleihung im Jahr 1988 vergeben. Die Mitglieder der Europäischen Filmakademie (EFA) stimmen über die Gewinnerin ab.

## Hintergrund
Am häufigsten mit dem Darstellerpreis ausgezeichnet wurden britische und französische Schauspielerinnen (je acht Siege), gefolgt von ihren Kolleginnen aus Deutschland mit fünf Erfolgen. Preisträgerinnen aus Deutschland waren 2005 Julia Jentsch (Sophie Scholl – Die letzten Tage), 2016 und 2023 Sandra Hüller (Toni Erdmann und Anatomie eines Falls) sowie 2020 Paula Beer (Undine) und 2022 Vicky Krieps (Corsage), die auch die luxemburgische Staatsangehörigkeit besitzt. Im Jahr 2023 wurde Hüller außerdem für The Zone of Interest eine Doppel-Nominierung zuteil – ein Novum in der Geschichte beider Darstellerkategorien. 1998 ging der Preis an zwei Schauspielerinnen, 2002 einmalig an ein Schauspielensemble. Im Jahr 2024 fand mit Karla Sofía Gascón (Emilia Pérez) eine transgeschlechtliche Person in der Kategorie Berücksichtigung.
| Statistik (Ohne Publikumspreis)    | Darstellerin           | Anzahl | Jahr                          |
| ---------------------------------- | ---------------------- | ------ | ----------------------------- |
| Häufigste Auszeichnungen           | Juliette Binoche       | 2      | 1992, 1997                    |
| Häufigste Auszeichnungen           | Sandra Hüller          | 2      | 2016, 2023                    |
| Häufigste Auszeichnungen           | Isabelle Huppert       | 2      | 2001, 2002                    |
| Häufigste Auszeichnungen           | Carmen Maura           | 2      | 1988, 1990                    |
| Häufigste Auszeichnungen           | Charlotte Rampling     | 2      | 2003, 2015                    |
| Häufigste Nominierungen (* = Sieg) | Penélope Cruz          | 5      | 1999, 2004, 2006*, 2009, 2022 |
| Häufigste Nominierungen ohne Sieg  | Valeria Bruni Tedeschi | 3      | 2004, 2014, 2016              |
| Häufigste Nominierungen ohne Sieg  | Charlotte Gainsbourg   | 3      | 2009, 2011, 2014              |

## Preisträgerinnen

### 1980er-Jahre
1988
Carmen Maura – Frauen am Rande des Nervenzusammenbruchs (Mujeres al borde de un ataque de nervios)
- nominiert:
  - Tinna Gunnlaugsdóttir – Der Schatten des Raben (Í skugga hrafnsins)
  - Ornella Muti – Codice privato
  - Carol Scanlan – Reefer und das Mädchen (Reefer and the Model)

1989
Ruth Sheen – Hohe Erwartungen (High Hopes)
- nominiert:
  - Sabine Azéma – Das Leben und nichts anderes (La vie et rien d’autre)
  - Snezana Bogdanovic – Kuduz
  - Corinna Harfouch – Treffen in Travers
  - Natalja Negoda – Kleine Vera (Malenkaja Vera)

### 1990er-Jahre
1990
Carmen Maura – Ay Carmela! – Lied der Freiheit (¡Ay, Carmela!)
- nominiert:
  - Anne Brochet – Cyrano von Bergerac (Cyrano de Bergerac)
  - Krystyna Janda – Verhör einer Frau (Przesluchanie)

1991
Clotilde Courau – Der kleine Gangster (Le petit criminel)
- nominiert:
  - Julie Delpy – Homo Faber
  - Sigríður Hagalín – Children of Nature – Eine Reise (Börn náttúrunnar)

1992
Juliette Binoche – Die Liebenden von Pont-Neuf (Les amants du Pont-Neuf)
- nominiert:
  - Johanna ter Steege – Süße Emma, liebe Böbe (Édes Emma, drága Böbe)
  - Barbara Sukowa – Europa

1993
Maia Morgenstern – Le Chêne – Baum der Hoffnung (Balanta)
- nominiert:
  - Carla Gravina – Zeit des Zorns (Il lungo silenzio)
  - Tilda Swinton – Orlando

1994 – 1995
Preis nicht vergeben

1996
Emily Watson – Breaking the Waves

1997
Juliette Binoche – Der englische Patient (The English Patient)
- nominiert:
  - Katrin Cartlidge – Karriere Girls (Career Girls)
  - Brigitte Roüan – Am Morgen danach (Post coïtum animal triste)
  - Emma Thompson – The Winter Guest

1998
Élodie Bouchez und Natacha Régnier – Liebe das Leben (La vie rêvée des anges)
- nominiert:
  - Dinara Drukarova – Pro Ourodov i Lioudiei
  - Annet Malherbe – Little Tony (Kleine Teun)

1999
Cecilia Roth – Alles über meine Mutter (Todo sobre mi madre)
- nominiert:
  - Nathalie Baye – Eine pornografische Beziehung (Une liaison pornographique)
  - Penélope Cruz – Das Mädchen deiner Träume (La niña de tus ojos)
  - Émilie Dequenne – Rosetta
  - Iben Hjejle – Mifune – Dogma III (Mifunes sidste sang)

### 2000er-Jahre
2000
Björk – Dancer in the Dark
- nominiert:
  - Bibiana Beglau – Die Stille nach dem Schuss
  - Lena Endre – Die Treulosen (Trolösa)
  - Sylvie Testud – Die Gefangene (La Captive)
  - Julie Walters – Billy Elliot – I Will Dance (Billy Elliot)

2001
Isabelle Huppert – Die Klavierspielerin (La pianiste)
- nominiert:
  - Ariane Ascaride – Die Stadt frisst ihre Kinder (La ville est tranquille)
  - Laura Morante – Das Zimmer meines Sohnes (La stanza del figlio)
  - Charlotte Rampling – Unter dem Sand (Sous le sable)
  - Stefania Sandrelli – Ein letzter Kuss (L’ultimo bacio)
  - Audrey Tautou – Die fabelhafte Welt der Amélie (Le fabuleux destin d’Amélie Poulain)

2002
Catherine Deneuve, Isabelle Huppert, Emmanuelle Béart, Fanny Ardant, Virginie Ledoyen, Danielle Darrieux, Ludivine Sagnier und Firmine Richard – 8 Frauen (8 femmes)
- nominiert:
  - Oxana Akinschina – Lilja 4-ever
  - Emmanuelle Devos – Lippenbekenntnisse (Sur mes lèvres)
  - Martina Gedeck – Bella Martha
  - Laura Morante – Un viaggio chiamato amore
  - Samantha Morton – Morvern Callar
  - Kati Outinen – Der Mann ohne Vergangenheit (Mies vailla menneisyyttä)

2003
Charlotte Rampling – Swimming Pool
- nominiert:
  - Diana Dumbrava – Maria
  - Helen Mirren – Kalender Girls (Calendar Girls)
  - Anne Reid – Die Mutter – The Mother (The Mother)
  - Katja Riemann – Rosenstraße
  - Katrin Sass – Good Bye, Lenin!

2004
Imelda Staunton – Vera Drake
- nominiert:
  - Sarah Adler – Notre musique
  - Valeria Bruni Tedeschi – 5×2 – Fünf mal zwei (5×2)
  - Penélope Cruz – Don’t Move (Non ti muovere)
  - Sibel Kekilli – Gegen die Wand
  - Assi Levy – Der werfe den ersten Stein (Avanim)

2005
Julia Jentsch – Sophie Scholl – Die letzten Tage
- nominiert:
  - Juliette Binoche – Caché
  - Sandra Ceccarelli – Das Leben, das ich immer wollte (La vita che vorrei)
  - Connie Nielsen – Brothers – Zwischen Brüdern (Brødre)
  - Natalie Press – My Summer of Love
  - Audrey Tautou – Mathilde – Eine große Liebe (Un long dimanche de fiançailles)

2006
Penélope Cruz – Volver – Zurückkehren (Volver)
- nominiert:
  - Nathalie Baye – Eine fatale Entscheidung (Le petit lieutenant)
  - Martina Gedeck – Das Leben der Anderen
  - Sandra Hüller – Requiem
  - Mirjana Karanović – Esmas Geheimnis – Grbavica (Grbavica)
  - Sarah Polley – Das geheime Leben der Worte (La vida secreta de las palabras)

2007
Helen Mirren – Die Queen (The Queen)
- nominiert:
  - Marion Cotillard – La vie en rose (La môme)
  - Marianne Faithfull – Irina Palm
  - Carice van Houten – Black Book (Zwartboek)
  - Anamaria Marinca – 4 Monate, 3 Wochen und 2 Tage (4 luni, 3 săptămâni și 2 zile)
  - Xenija Rappoport – Die Unbekannte (La sconosciuta)

2008
Kristin Scott Thomas – So viele Jahre liebe ich dich (Il y a longtemps que je t’aime)
- nominiert:
  - Hiam Abbass – Lemon Tree
  - Arta Dobroshi – Lornas Schweigen (Le silence de Lorna)
  - Sally Hawkins – Happy-Go-Lucky
  - Belén Rueda – Das Waisenhaus (El orfanato)
  - Ursula Werner – Wolke 9

2009
Kate Winslet – Der Vorleser (The Reader)
- nominiert:
  - Penélope Cruz – Zerrissene Umarmungen (Los abrazos rotos)
  - Charlotte Gainsbourg – Antichrist
  - Katie Jarvis – Fish Tank
  - Yolande Moreau – Séraphine
  - Noomi Rapace – Verblendung (Män som hatar kvinnor)

### 2010er-Jahre
2010
Sylvie Testud – Lourdes
- nominiert:
  - Zrinka Cvitešić – Zwischen uns das Paradies (Na putu)
  - Sibel Kekilli – Die Fremde
  - Lesley Manville – Another Year
  - Lotte Verbeek – Nothing Personal

2011
Tilda Swinton – We Need to Talk About Kevin
- nominiert:
  - Kirsten Dunst – Melancholia
  - Cécile de France – Der Junge mit dem Fahrrad (Le gamin au vélo)
  - Charlotte Gainsbourg – Melancholia
  - Nadeschda Markina – Elena (Елена)

2012
Emmanuelle Riva – Liebe (Amour)
- nominiert:
  - Émilie Dequenne – À perdre la raison
  - Nina Hoss – Barbara
  - Margarethe Tiesel – Paradies: Liebe
  - Kate Winslet – Der Gott des Gemetzels (Carnage)

2013
Veerle Baetens – The Broken Circle (The Broken Circle Breakdown)
- nominiert:
  - Luminița Gheorghiu – Mutter & Sohn (Poziția Copilului)
  - Keira Knightley – Anna Karenina
  - Barbara Sukowa – Hannah Arendt
  - Naomi Watts – The Impossible (Lo imposible)

2014
Marion Cotillard – Zwei Tage, eine Nacht (Deux jours, une nuit)
- nominiert:
  - Marian Álvarez – Wounded (La herida)
  - Valeria Bruni Tedeschi – Human Capital (Il capitale umano)
  - Charlotte Gainsbourg – Nymphomaniac – Director's Cut - Volume I & II
  - Agata Kulesza – Ida
  - Agata Trzebuchowska – Ida

2015
Charlotte Rampling – 45 Years
- nominiert:
  - Margherita Buy – Mia Madre (Mia madre)
  - Laia Costa – Victoria
  - Alicia Vikander – Ex Machina
  - Rachel Weisz – Ewige Jugend (Youth)

2016
Sandra Hüller – Toni Erdmann
- nominiert:
  - Valeria Bruni Tedeschi – Die Überglücklichen (La Pazza Gioia)
  - Trine Dyrholm – Die Kommune (Kollektivet)
  - Isabelle Huppert – Elle
  - Emma Suárez und Adriana Ugarte – Julieta

2017
Alexandra Borbély – Körper und Seele (Testről és lélekről)
- nominiert:
  - Paula Beer – Frantz
  - Juliette Binoche – Meine schöne innere Sonne (Un Beau Soleil Intérieur)
  - Isabelle Huppert – Happy End
  - Florence Pugh – Lady Macbeth

2018
Joanna Kulig – Cold War – Der Breitengrad der Liebe (Zimna wojna)
- nominiert:
  - Marie Bäumer – 3 Tage in Quiberon
  - Halldóra Geirharðsdóttir – Gegen den Strom (Woman at War, Kona fer í stríð)
  - Bárbara Lennie – Petra
  - Eva Melander – Border (Gräns)
  - Alba Rohrwacher – Glücklich wie Lazzaro (Lazzaro felice)

2019
Olivia Colman – The Favourite – Intrigen und Irrsinn (The Favourite)
- nominiert:
  - Trine Dyrholm – Königin (Dronningen)
  - Adèle Haenel und Noémie Merlant – Porträt einer jungen Frau in Flammen (Portrait de la jeune fille en feu)
  - Wiktorija Miroschnitschenko – Bohnenstange (Дылда)
  - Helena Zengel – Systemsprenger

### 2020er-Jahre
2020
Paula Beer – Undine
- nominiert:
  - Natalja Bereschnaja – DAU. Natasha
  - Andrea Bræin Hovig – Hope (Håp)
  - Ane Dahl Torp – Charter
  - Nina Hoss – Schwesterlein
  - Marta Nieto – Madre

2021
Jasna Đuričić – Quo Vadis, Aida?
- nominiert:
  - Seidi Haarla – Abteil Nr. 6 (Hytti nro 6)
  - Carey Mulligan – Promising Young Woman
  - Renate Reinsve – Der schlimmste Mensch der Welt (Verdens verste menneske)
  - Agathe Rousselle – Titane

2022
Vicky Krieps – Corsage
- nominiert:
  - Penélope Cruz – Parallele Mütter (Madres paralelas)
  - Zar Amir Ebrahimi – Holy Spider
  - Meltem Kaptan – Rabiye Kurnaz gegen George W. Bush
  - Léa Seydoux – An einem schönen Morgen (Un beau matin)

2023
Sandra Hüller – Anatomie eines Falls (Anatomie d’une chute)
- nominiert:
  - Leonie Benesch – Das Lehrerzimmer
  - Eka Tschawleischwili – Blackbird Blackbird Blackberry
  - Sandra Hüller – The Zone of Interest
  - Mia McKenna-Bruce – How to Have Sex
  - Alma Pöysti – Fallende Blätter (Kuolleet lehdet)

2024
Karla Sofía Gascón – Emilia Pérez
- nominiert:
  - Trine Dyrholm – Pigen med nålen
  - Renate Reinsve – Armand
  - Vic Carmen Sonne – Pigen med nålen
  - Tilda Swinton – The Room Next Door